# Slatinski šilj
Slatinski šilj (pljevica, panonski slatinski šilj, lat. Cyperus pannonicus) trajnica iz porodice šiljevki, nekada uključivana u rod Acorellus. Vrsta je raširena od srednje Europe na istok kroz Aziju sve do sjeverne Kine. 
Vrste raste i u Hrvatskoj

## Sinonimi
- Acorellus pannonicus (Jacq.) Palla
- Chlorocyperus pannonicus (Jacq.) Rikli
- Cyperus tataricus Less.
- Juncellus pannonicus (Jacq.) C.B.Clarke
- Pycreus pannonicus (Jacq.) P.Beauv. ex Rchb.

- C. pannonicus
- C. pannonicus
- C. pannonicus
- C. pannonicus